# Amiloplast
Amiloplast je tip plastida, organela z dvojno membrano, ki je udeležen v mnoge biološke presnovne poti. Natančneje amiloplaste uvrščamo med levkoplaste, za katere je značilna brezbarvnost, ki je posledica odsotnosti pigmentov. Amiloplaste je mogoče najti v koreninah in drugih založnih tkivih, kjer predstavljajo zalogo in rastlini omogočajo sintezo škroba preko polimerizacije glukoznih monomerov. Tvorba škroba je tesno povezana s prenašanjem ogljika iz citosola, sam mehanizem tega procesa pa še ni popolnoma raziskan.
Sinteza škroba in njegovo shranjevanje se odvijata tudi v kloroplastih, ki prav tako spadajo med plastide, a je zanje značilna prisotnost zelenih pigmentov (klorofila), udeleženih v procese fotosinteze. Med amiloplasti in kloroplasti so prisotne številne podobnosti, v določenih pogojih se lahko amiloplasti pretvorijo v kloroplaste, kar je dobro vidno, ko se krompirjeve gomolje izpostavi svetlobi in ti pozelenijo.

## Amiloplasti in gravitropizem
Amiloplasti so dobro poznani predvsem zaradi njihove vloge, ki jo naj bi imeli kot pomembni elementi gravitropizma (tudi geotropizma). Statoliti, specializirani amiloplasti, namenjeni zbiranju škroba, so gostejši kot celična citoplazma in se zato pomaknejo na dno posebne celice, statocite, ki se uporablja kot detektor gravitacije (težnosti). Ta prerazporeditev naj bi rastlinam predstavljala pomemben mehanizem za dojemanje težnosti, saj naj bi bila posledica premika statolitov neenakomerna porazdelitev rastlinskih hormonov avksinov, ki med drugim povzročajo ukrivljanje in rast poganjka v nasprotni smeri težnostnega vektorja kot tudi rast korenin v smeri vektorja gravitacije.
Rastline, ki nimajo encima fosfoglukomutaze, so mutanti brez škroba, za katere je značilna tudi nezmožnost usedanja statolitov na bazalnem delu statocite. Takšni mutanti izkazujejo precej šibkejši gravitropični odziv v primerjavi z nemutiranimi rastlinami. Do normalnega gravitropičnega odziva je mogoče takšni rastlini pomagati s hipergravitacijo. V koreninah se gravitacijo zaznava v koreninski čepici (kaliptri), predelu tkiva, ki se nahaja na končnem (najbolj distalnem) delu korenine. Z odstranitvijo koreninske čepice je povezana izguba koreninine sposobnosti zaznave gravitacije. Ob vnovični rasti koreninske čepice se povrnejo tudi gravitropične sposobnosti. Zaznavo gravitacije v steblih omogočajo endodermalne celice.